# Historia de la industria del acero (1850-1970)

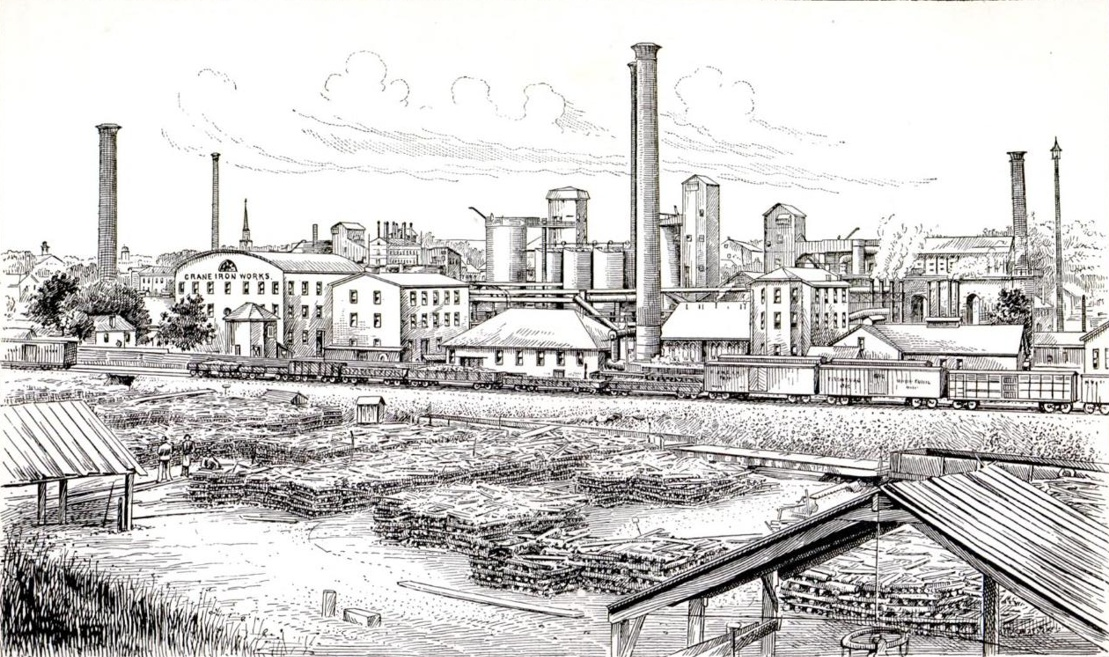
Acería en Catasauqua, Pensilvania, EE. UU. (1891)

Antes del año 1800, la industria del hierro y del acero se ubicaba donde el suministro de energía y el agua corriente eran fácilmente accesibles, pero siglo y medio después, a partir de 1950, la situación había cambiado radicalmente, y las grandes industrias siderúrgicas comenzaron a instalarse en grandes extensiones de terreno llano cerca de los puertos marítimos. La historia de la industria siderúrgica moderna comenzó a finales de la década de 1850. Desde entonces, el acero se ha convertido en un elemento básico de la economía industrial mundial. Este artículo pretende abordar únicamente las dimensiones comerciales, económicas y sociales de la industria, propiciada por el auge de la producción masiva de acero como resultado del desarrollo del convertidor Bessemer, desarrollado por Henry Bessemer en 1857. Anteriormente, el acero era muy caro de producir y solo se usaba en artículos pequeños y costosos, como cuchillos, espadas y armaduras.

## Tecnología

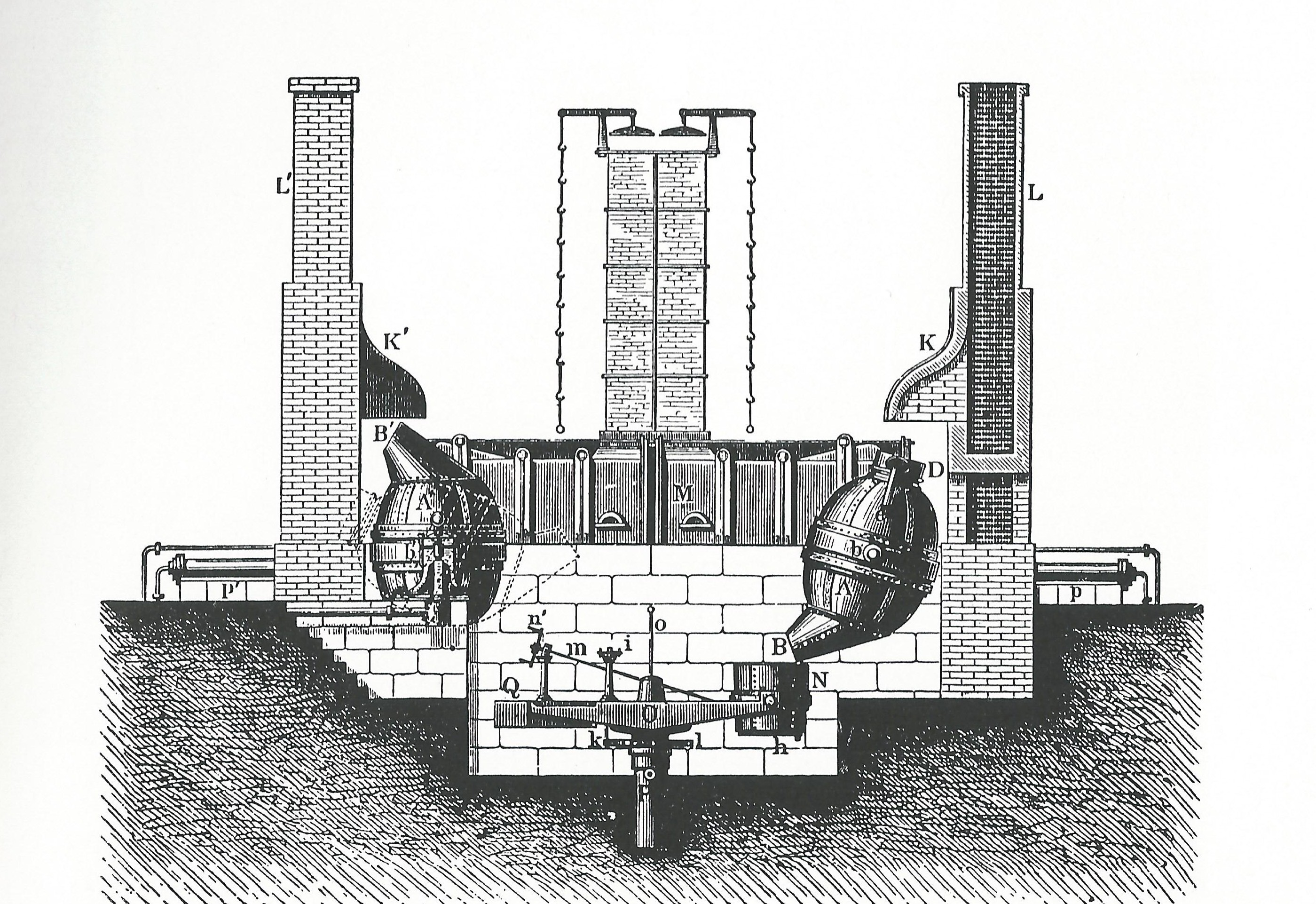
Disposición de una pareja de convertidores Bessemer

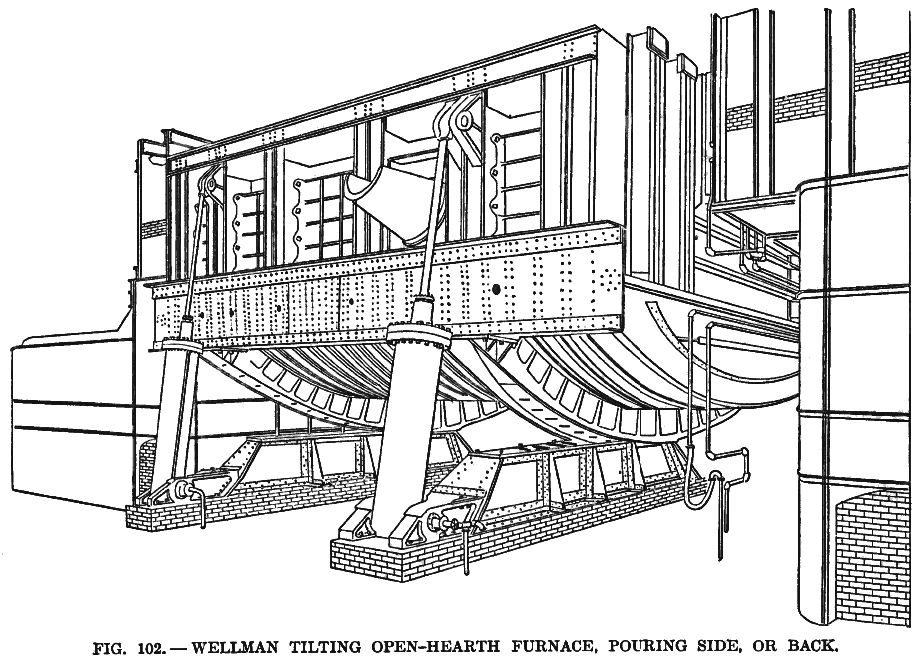
Horno Martin-Siemens basculante

El acero es una aleación compuesta de entre 0,2 y 2,0 por ciento de carbono, siendo el resto hierro. Consistía en agregar carbono al hierro, generalmente de manera fortuita en la forja, o a través de procesos de cementación. La introducción del alto horno revirtió el problema, porque se facilitó la producción de arrabio, una aleación con aproximadamente el 90 % de hierro y 10 % de carbono. Cuando el proceso de fabricación de acero se inicia con "arrabio", en lugar de con "hierro forjado", el desafío es eliminar una cantidad suficiente de carbono para reducirlo al porcentaje del 0,2 % al 2 % propio del acero.
Antes de 1860, el acero era un producto caro, fabricado en pequeñas cantidades y utilizado principalmente para producir armas, herramientas y pequeños utensilios. Todas las grandes estructuras metálicas estaban hechas de hierro forjado o de fundición de hierro. A mediados del siglo XIX, la fabricación del acero se concentró inicialmente en Sheffield y en Middlesbrough, Gran Bretaña, desde donde se abastecía a los mercados europeo y americano. La introducción del acero barato se debió a los procesos de Bessemer y de hogar abierto, dos avances tecnológicos realizados en Inglaterra. En el convertidor Bessemer, el arrabio fundido se convierte en acero soplando aire a través del metal fundido después de sacarlo del horno. La ráfaga de aire quema el carbono y el silicio del arrabio, liberando calor y provocando un aumento de la temperatura del metal fundido. Henry Bessemer demostró la viabilidad del proceso en 1856 y comenzó a operar con éxito en 1864. En 1870, el acero Bessemer se usaba ampliamente para construir los cascos de los buques. En la década de 1850, la velocidad, el peso y la cantidad del tráfico ferroviario estaban limitados por la resistencia de los carriles de hierro forjado que se utilizaban. La solución fue recurrir a carriles de acero, que el proceso Bessemer hizo competitivos en precio. La experiencia demostró rápidamente que el acero tenía una resistencia y una durabilidad mucho mayores y que podía emplearse muy ventajosamente en la construcción de motores y automóviles cada vez más pesados y rápidos.
Después de 1890, se hizo patente el declive del proceso Bessemer de manera que, a mediados del siglo XX ya no se usaba, siendo reemplazado gradualmente por el horno de solera, con el que se podía producir un acero más caro, pero de mucha mejor calidad. El proceso de hogar abierto se originó en la década de 1860 en Alemania y Francia, y presentaba la ventaja adicional de que permitía utilizar arrabio, mineral de hierro y chatarra. Conocido como proceso Martin-Siemens, su proceso permitió un mayor control sobre la composición del acero.
El proceso del crisol siguió siendo importante para fabricar acero aleado de alta calidad en el siglo XX. En 1900, el horno de arco eléctrico se adaptó a la fabricación de acero y, en la década de 1920, la caída del costo de la electricidad le permitió sustituir en gran medida al proceso de crisol para la fabricación de aceros especiales.

## Gran Bretaña

### sigloXIX

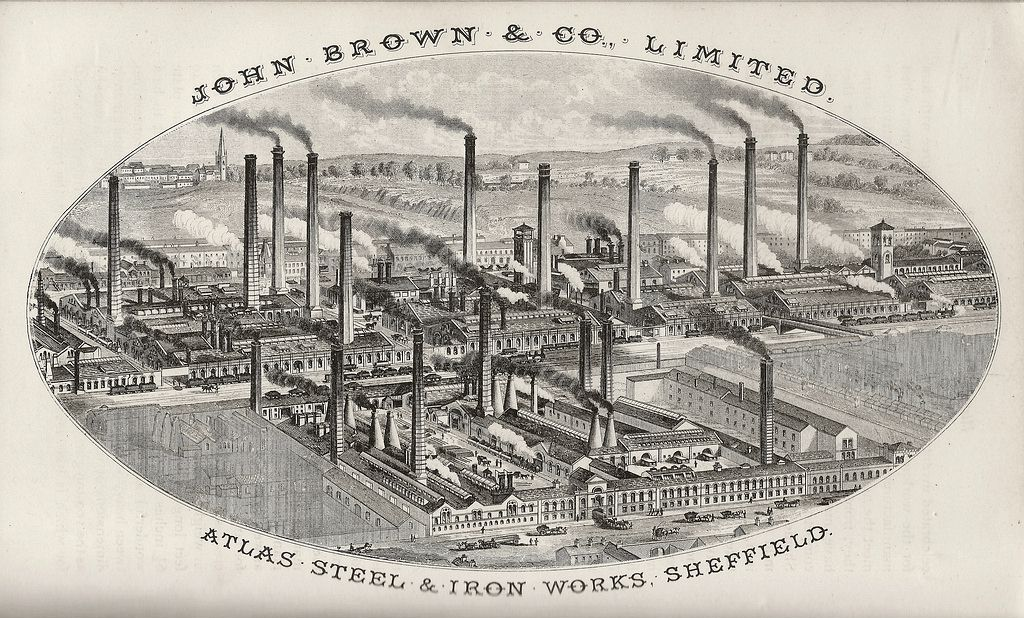
Acería Atlas Steel and Ironworks de Sheffield (1879)

Gran Bretaña lideró la Revolución Industrial mundial con su compromiso inicial con la minería del carbón, la energía de vapor, las fábricas textiles, la maquinaria, los ferrocarriles y la construcción naval. La demanda británica de hierro y acero, combinada con un amplio capital y empresarios enérgicos, la convirtió en líder mundial en la primera mitad del siglo XIX, remarcando el papel vital del acero durante la primera revolución industrial.
En 1875, Gran Bretaña representaba el 47 % de la producción mundial de arrabio (del que un tercio procedía del área de Middlesbrough) y casi el 40 % del acero. A su vez, el 40 % de la producción británica se exportaba a EE. UU., que estaba construyendo rápidamente su infraestructura ferroviaria e industrial. Sin embargo, dos décadas más tarde, en 1896, la participación británica en la producción mundial se había desplomado al 29 % para el arrabio y al 22,5 % para el acero, y se enviaba muy poco a los Estados Unidos, que ahora se había convertido en el líder mundial, mientras que Alemania estaba alcanzando a Gran Bretaña. La industria del acero británica había perdido su mercado estadounidense y estaba perdiendo su papel en otros lugares, y de hecho, los productos estadounidenses se vendían por debajo del precio del acero británico en la propia Gran Bretaña.
El crecimiento de la producción de arrabio fue espectacular. Gran Bretaña pasó de 1,3 millones de toneladas en 1840 a 6,7 millones en 1870 y 10,4 en 1913. En los Estados Unidos se comenzó desde una base más baja, pero se creció más rápido; de 0,3 millones de toneladas en 1840, a 1,7 millones en 1870 y a 31,5 millones en 1913. Alemania pasó de 0,2 millones de toneladas en 1859 a 1,6 en 1871 y a 19,3 en 1913. Francia, Bélgica, Austria-Hungría y Rusia, juntos, pasaron de 2,2 millones de toneladas en 1870 a 14,1 millones de toneladas en 1913, en vísperas de la Primera Guerra Mundial. Durante la guerra, la demanda de proyectiles de artillería y otros suministros provocó un aumento repentino de la producción, derivada hacia usos militares.

### sigloXX

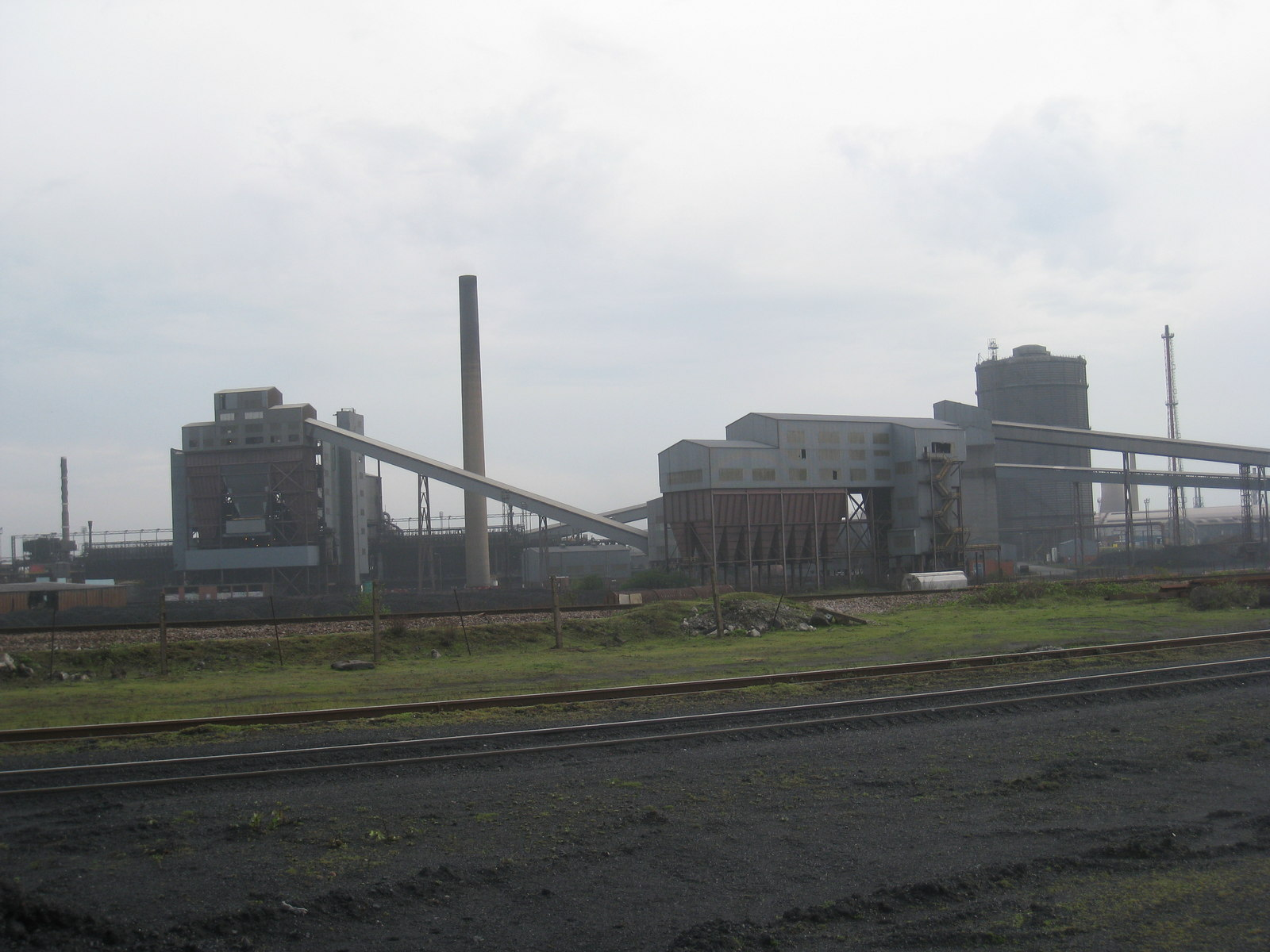
Acería de Scunthorpe (British Steel)

El historiador Etsuo Abé (1996) exploró el historial de las empresas siderúrgicas en la Inglaterra victoriana mediante el análisis de la empresa Bolckow Vaughan & Company. Su conclusión es que la compañía estuvo ligada durante demasiado tiempo a una tecnología obsoleta y adoptó muy tarde el método del horno de hogar abierto, de manera que la empresa (y la industria siderúrgica británica en su conjunto) sufrieron un fracaso empresarial y de planificación.
Blair (1997) estudió la historia de la industria siderúrgica británica desde la Segunda Guerra Mundial para evaluar el impacto de la intervención del gobierno en una economía de mercado, y señala que faltaba espíritu empresarial en la década de 1940, de manera que el gobierno no pudo persuadir a la industria para que mejorara sus instalaciones. Durante generaciones, la industria había seguido un patrón de crecimiento localizado y discontinuo que resultó ineficiente frente a la competencia mundial. En 1946 se puso en práctica el primer plan de desarrollo siderúrgico con el objetivo de aumentar la capacidad productiva; la Ley del Hierro y el Acero de 1949 significó la nacionalización de la industria con la creación de la Corporación del Hierro y el Acero de Gran Bretaña. Sin embargo, las reformas fueron desmanteladas por los gobiernos conservadores en la década de 1950. En 1967, nuevamente bajo el control del Partido Laborista, la industria fue nuevamente nacionalizada. Pero para entonces, veinte años de manipulación política habían dejado a empresas como British Steel plc con serios problemas: complacencia con los equipos existentes, plantas operando por debajo de su capacidad (baja eficiencia), activos de mala calidad, tecnología obsoleta, controles de precios gubernamentales, costos más altos de carbón y petróleo, falta de fondos para la mejora de capital, y el aumento de la competencia en el mercado mundial. En la década de 1970, el gobierno laborista tenía como objetivo principal mantener un alto nivel de empleo en una industria en declive. Dado que British Steel era el principal empleador en las regiones deprimidas, había mantenido muchas fábricas e instalaciones que operaban con pérdidas. En la década de 1980, la primera ministra conservadora Margaret Thatcher volvió a privatizar BSC como British Steel plc.

## Australia

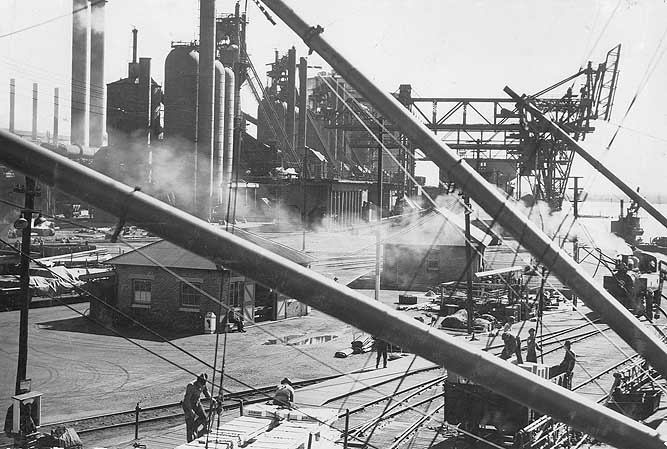
Altos hornos en Newcastle (Nueva Gales del Sur)

En Australia se fundaron durante el siglo XIX varias sociedades dedicadas a la producción de hierro, pero solo a una escala muy pequeña.
La primera producción de acero a escala comercial en Australia fue realizada por la compañía William Sandford Limited en Lithgow, Nueva Gales del Sur, en 1901. La planta se convirtió en la primera siderúrgica integrada de Australia en 1907. Más tarde fue ampliada por Charles Hoskins. Los primeros rieles de acero laminados en Australia se fabricaron allí en 1911. Entre 1928 y 1932, las operaciones en Lithgow se transfirieron, bajo la dirección de Cecil Hoskins, a una nueva planta en Port Kembla, que sigue siendo el emplazamiento de la mayor parte de la producción de acero de Australia en la actualidad.
A comienzos del siglo XX, el ministro de Obras Públicas, Arthur Hill Griffith, abogó por una mayor industrialización de Newcastle, pero sería William Holman quien negoció personalmente el establecimiento de una acería con G. D. Delprat de la compañía minera BHP. Griffith también fue el arquitecto del establecimiento en Walsh Island de un astillero y de una empresa de construcciones metálicas.
En 1915, BHP se aventuró en la fabricación de acero en sus instalaciones de Newcastle, actividad que se cerró en 1999. La división de "productos largos" del negocio del acero se escindió para formar OneSteel en 2000. La decisión de BHP de pasar de la extracción de minerales a abrir una acería en Newcastle se precipitó por las limitaciones técnicas en la recuperación de valor de la extracción de los 'minerales de sulfuro más bajos'. El descubrimiento de los yacimientos de Iron Knob y de Iron Monarch cerca de la costa occidental del Golfo de Spencer en el sur de Australia, combinado con el desarrollo metalúrgico por parte de Archibald Drummond Carmichael (de BHP) de una técnica para separar los sulfuros de zinc de la tierra y de la roca que los acompañan llevó a la compañía minera a desarrollar y poner en práctica el sorprendente proceso, sencillo y económico, que permite obtener grandes cantidades de metales valiosos a partir de minerales sulfurados, incluidos enormes montones de escombros y lodos de hasta 40 pies (12,2 m) de altura.

## Alemania

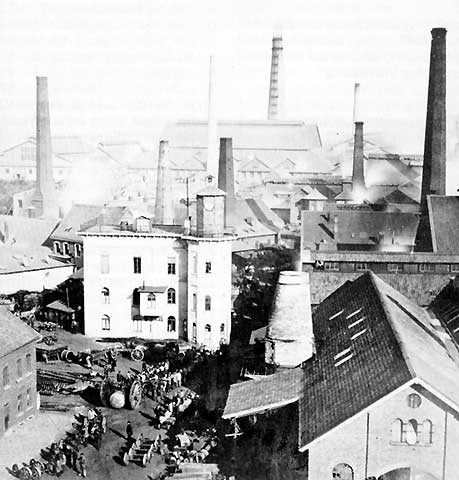
Acería de Krupp en Essen (1864)

La región del Ruhr proporcionó una excelente ubicación para la industria siderúrgica alemana, debido a la disponibilidad de materias primas como el mineral de hierro y el carbón, una desarrollada red de transporte, mano de obra cualificada, mercados cercanos y un espíritu empresarial que condujo a la creación de muchas empresas, a menudo en estrecha colaboración con los propietarios de las minas de carbón. En 1850, el Ruhr tenía 50 ferrerías, con 2.813 empleados a tiempo completo. El primer horno moderno se construyó en 1849. La creación del Imperio alemán en 1871 dio un mayor impulso al rápido crecimiento de la industria siderúrgica germana, ya que Alemania comenzó a alcanzar a Gran Bretaña. Desde 1880 hasta la Primera Guerra Mundial, la industria del área del Ruhr consistió en numerosas empresas, cada una trabajando en un nivel de producción separado. Las empresas mixtas podían reunir todos los niveles de producción a través de la integración vertical, reduciendo así los costos de fabricación. El progreso tecnológico también trajo nuevas ventajas, sentándose las bases para la creación de empresas comerciales combinadas.
La empresa líder era Krupp, dirigida por la familia Krupp. Muchas empresas familiares diversas y de gran escala, como la de Krupp, se reorganizaron para adaptarse a las condiciones cambiantes y hacer frente a la depresión económica de la década de 1870, que redujo sensiblemente las ganancias en la industria siderúrgica alemana. Krupp reformó su sistema contable para administrar mejor su creciente imperio, agregando una oficina de cálculo especializada, así como una oficina para el control de tiempos y salarios. La firma rival GHH le siguió rápidamente, al igual que Thyssen AG, que había sido fundada por August Thyssen en  1867. Alemania se convirtió en la principal nación productora de acero de Europa a finales del siglo XIX, en gran parte gracias a la protección arancelaria brindada por el estado a los cárteles locales frente a la competencia estadounidense y británica.
En 1913, las exportaciones estadounidenses y alemanas dominaron el mercado mundial del acero y Gran Bretaña cayó al tercer lugar. La producción alemana de acero creció explosivamente de 1 millón de toneladas métricas en 1885 a 10 millones en 1905 y alcanzó un máximo de 19 millones en 1918. En la década de 1920, Alemania produjo alrededor de 15 millones de toneladas, pero la producción cayó a 6 millones en 1933. Bajo los nazis, la producción de acero alcanzó un máximo de 22 millones de toneladas en 1940, pero luego cayó a 18 millones en 1944 bajo los bombardeos aliados.
La fusión de cuatro empresas importantes para formar el German Steel Trust (Vereinigte Stahlwerke) en 1926 se inspiró en la corporación U.S. Steel en los EE. UU. El objetivo era ir más allá de las limitaciones del antiguo sistema de cártel, incorporando avances simultáneamente dentro de una sola corporación. La nueva empresa hizo hincapié en la racionalización de las estructuras de gestión y la modernización de la tecnología; empleó una estructura multidivisional y utilizó el retorno de la inversión como medida del éxito. Representó la "americanización" de la industria siderúrgica alemana debido a su estructura interna, métodos de gestión, uso de tecnología y énfasis en la producción en masa. La principal diferencia era que el capitalismo de consumo como estrategia industrial no parecía plausible para los industriales siderúrgicos alemanes.
En el hierro y el acero y otras industrias, las empresas alemanas evitaron una competencia feroz entre ellas y, en cambio, confiaron en las asociaciones comerciales. Alemania era un líder mundial debido a su "mentalidad corporativista" predominante, a su fuerte tradición burocrática y al estímulo del gobierno. Estas asociaciones regulaban la competencia y permitían que las pequeñas empresas funcionaran a la sombra de empresas mucho más grandes.
Con la necesidad de reconstruir la infraestructura bombardeada después de la Segunda Guerra Mundial, Plan Marshall (1948-1951) permitió a Alemania Occidental reconstruir y modernizar sus acerías. Así, el país produjo 3 millones de toneladas de acero en 1947, 12 millones en 1950, 34 millones en 1960 y 46 millones en 1970. Alemania Oriental produjo alrededor de una décima parte que la Alemania Occidental.

## Francia

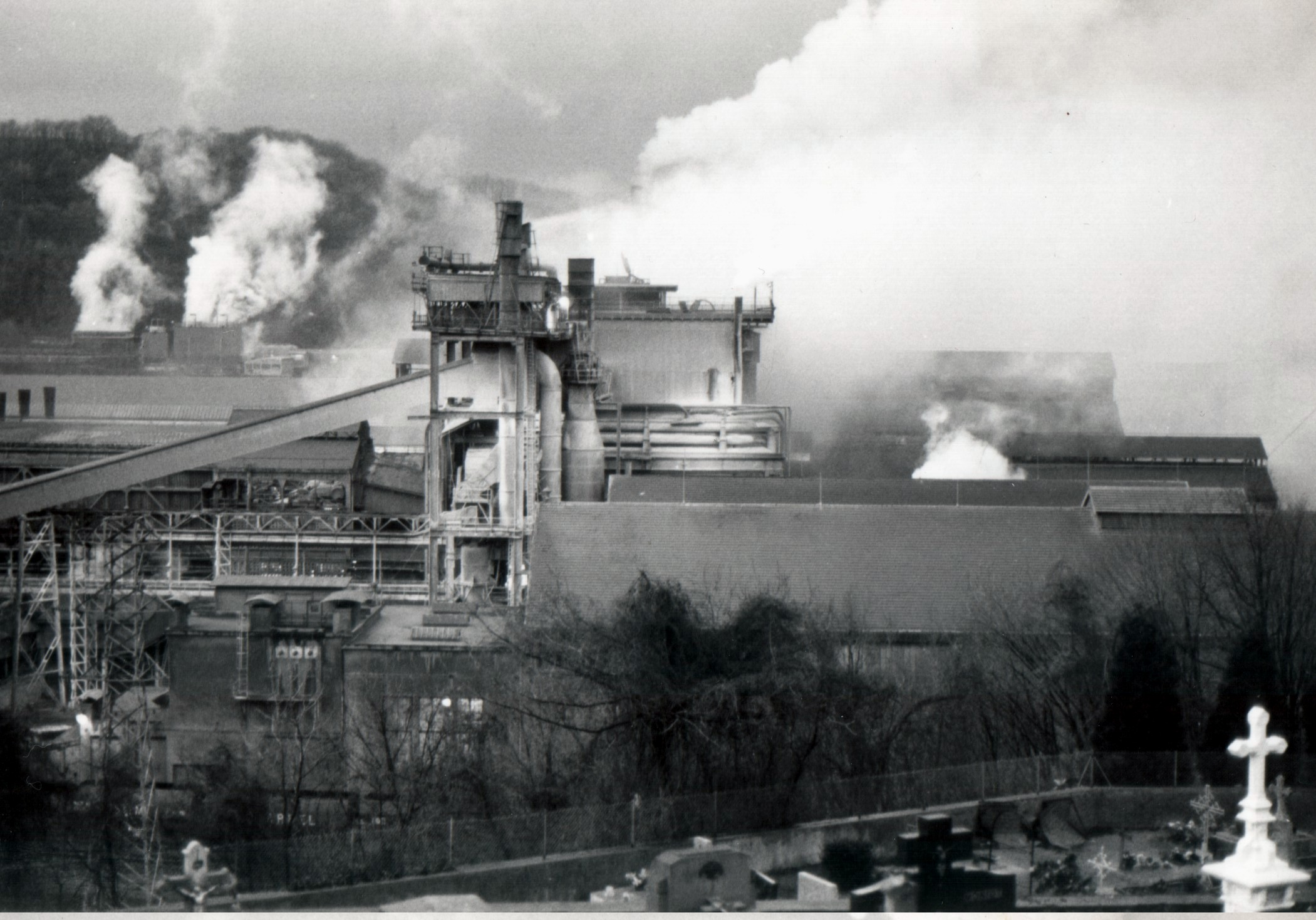
Acería de "La Providence" (Réhon)

La industria del hierro francesa se quedó por detrás de Gran Bretaña y Bélgica a principios del siglo XIX. Después de 1850 también se quedó detrás de Alemania y Luxemburgo. Su industria comprendía demasiadas empresas pequeñas e ineficientes. El crecimiento del siglo XX no fue sólido, debido más a las actitudes sociales y económicas tradicionales que a factores geográficos, demográficos o de recursos inherentes. A pesar de un alto nivel de ingresos nacionales, la industria siderúrgica francesa se mantuvo rezagada. La industria se basaba en grandes suministros de carbón y mineral de hierro, y estaba dispersa por todo el país. La mayor producción se produjo en 1929, con 10,4 millones de toneladas métricas. La industria sufrió mucho durante la Gran Depresión y la Segunda Guerra Mundial. La prosperidad regresó a mediados de la década de 1950, pero las ganancias provinieron en gran parte de la fuerte demanda interna más que de la capacidad competitiva. La modernización tardía retrasó el desarrollo de sindicatos poderosos y la negociación colectiva.

## Italia

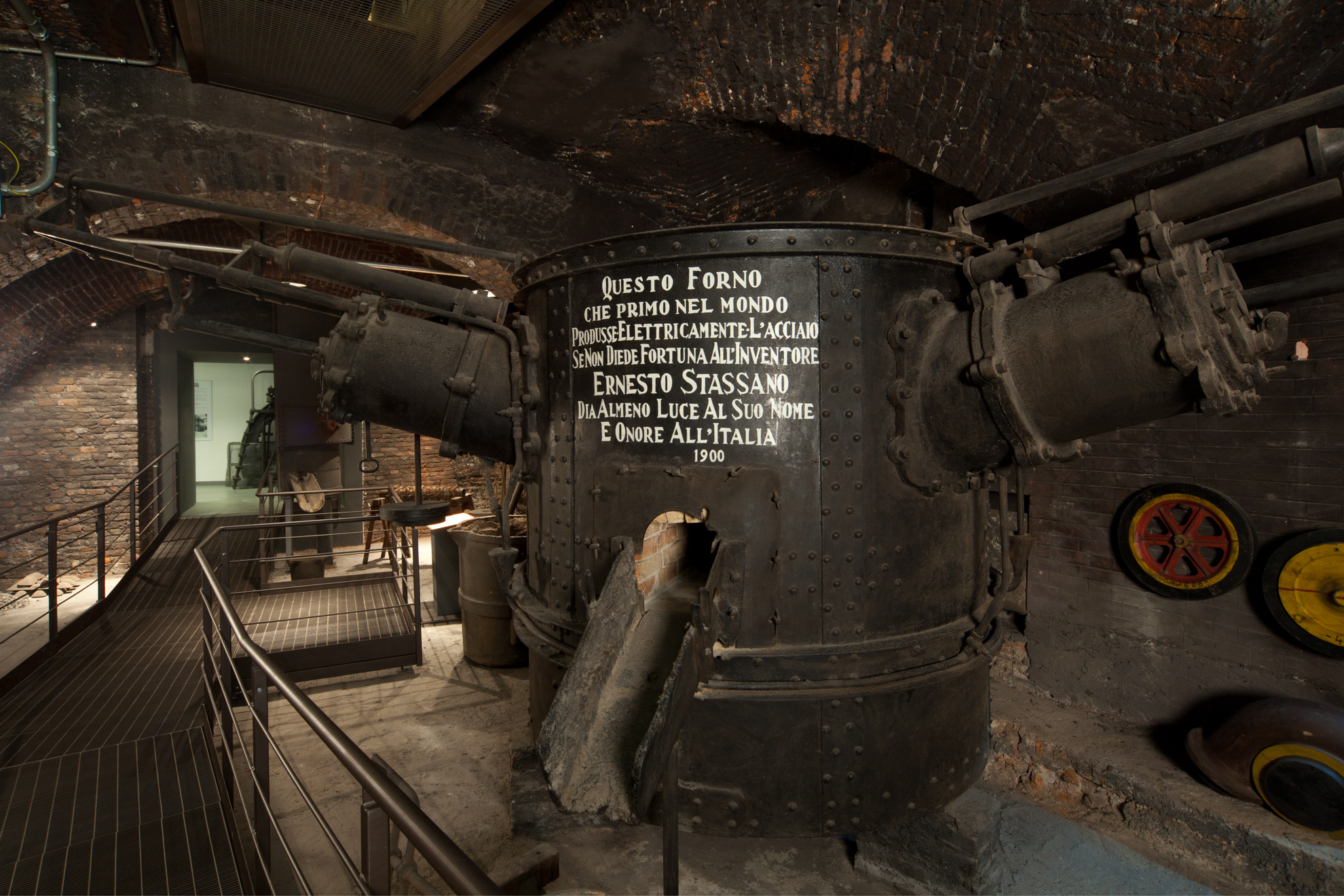
Horno Stassano, exhibido en el Museo Nacional de la Ciencia y la Tecnología Leonardo da Vinci, Milán

En Italia, la escasez de carbón llevó a la industria siderúrgica a especializarse en el uso de la energía hidroeléctrica, explotando ideas iniciadas por Ernesto Stassano desde 1898 (con la invención del horno Stassano). A pesar de los períodos de innovación (1907–14), crecimiento (1915–18) y consolidación (1918–22), las primeras expectativas solo se cumplieron parcialmente. La producción de acero en las décadas de 1920 y 1930 promedió alrededor de 2,1 millones de toneladas métricas. El consumo per cápita fue mucho más bajo que el promedio de Europa occidental. Los procesos eléctricos fueron un sustituto importante, pero no mejoraron la competitividad ni redujeron los precios. En cambio, reforzaron el dualismo del sector e iniciaron un círculo vicioso que impidió la expansión del mercado. Italia modernizó su industria en las décadas de 1950 y 1960 y creció rápidamente, quedando en segundo lugar después de Alemania Occidental en la década de 1970. Los sindicatos fuertes mantuvieron altos los niveles de empleo. Sin embargo, los problemas se multiplicaron después de 1980, cuando la competencia extranjera se volvió más dura. En 1980, el mayor productor Nuova Italsider [ahora llamado Ilva] perdió 746 mil millones de liras con sus operaciones ineficientes. En la década de 1990, la industria siderúrgica italiana, entonces mayoritariamente de propiedad estatal, fue privatizada en gran medida. Posteriormente, el país pasaría a ser el séptimo mayor exportador de acero del mundo en la segunda década del siglo XXI.

## Estados Unidos

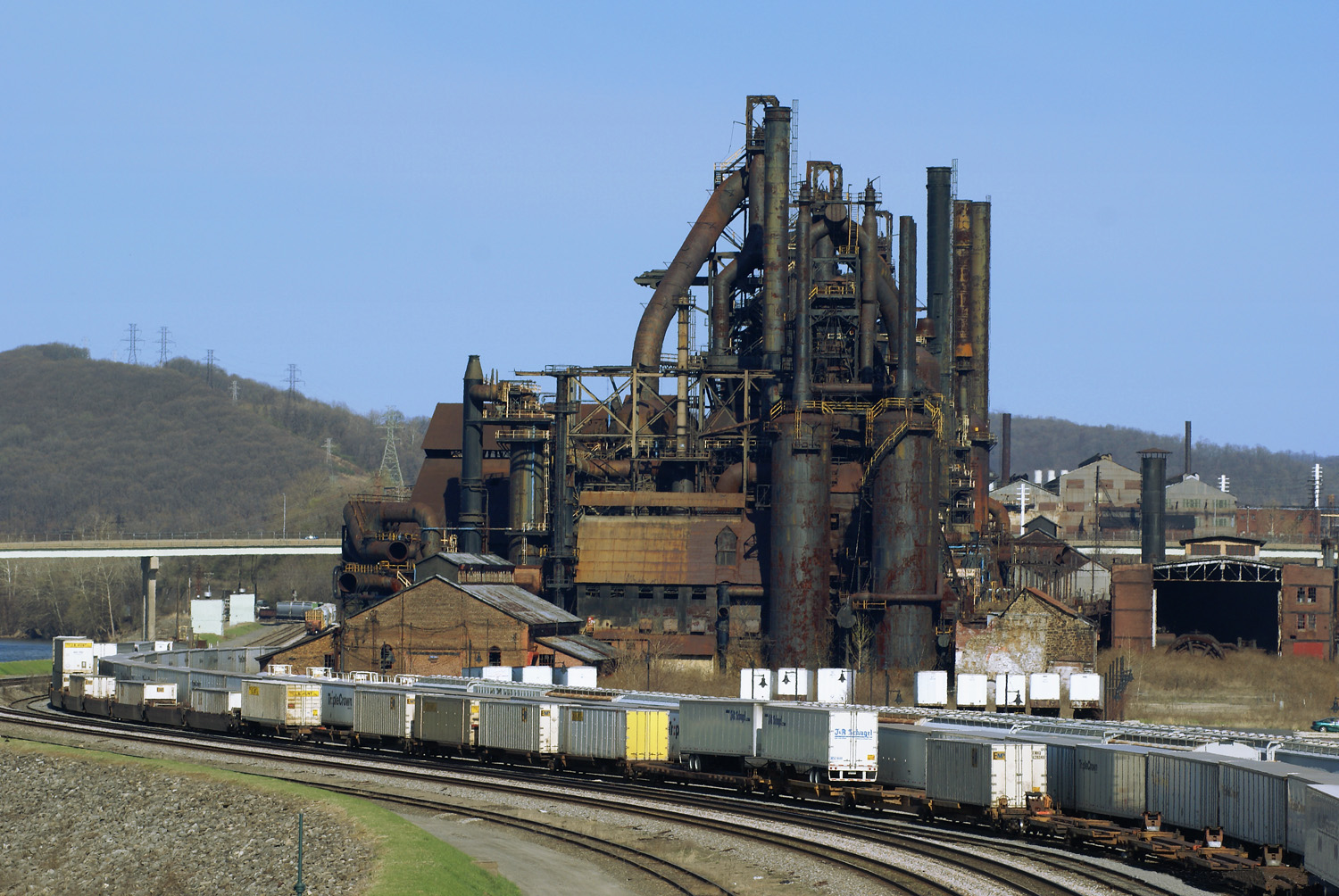
Bethlehem Steel de Bethlehem (Pensilvania) fue el segundo productor estadounidense, pero después de 1970 ignoró las nuevas tecnologías y el efecto de las importaciones. Se declaró en quiebra en 2001

De 1875 a 1920, la producción de acero estadounidense creció de 380.000 toneladas a 60 millones de toneladas anuales, convirtiendo a Estados Unidos en el líder mundial del sector. Las tasas de crecimiento anual del acero entre 1870 y 1913 fueron del 7,0% para EE. UU.; 1,0% para Gran Bretaña; 6,0% para Alemania; y 4,3% para Francia, Bélgica y Rusia, los otros grandes productores. Este explosivo crecimiento estadounidense se basó en sólidos cimientos tecnológicos y en la continua y rápida expansión de infraestructuras urbanas, edificios de oficinas, fábricas, ferrocarriles, puentes y otros sectores que demandaban cada vez más acero. El uso del acero en automóviles y electrodomésticos se hizo extensivo en el siglo XX.
Algunas claves del crecimiento de la producción de acero incluyeron la disponibilidad abundante y muy accesible de mineral de hierro y carbón. El mineral de hierro de buena calidad abundaba en los estados del este, pero la región del lago Superior contenía enormes depósitos de mineral extremadamente rico: el Marquette Iron Range fue descubierto en 1844, y las operaciones de explotación comenzaron en 1846. En 1910 se abrieron otros yacimientos de mineral de hierro, incluidos Menominee, Gogebic, Vermilion, Cuyuna y, lo mejor de todo, (en 1892) la zona minera de Mesabi en Minnesota. Este mineral de hierro se enviaba a través de los Grandes Lagos a puertos como Chicago, Detroit, Cleveland, Erie y Buffalo para su envío por ferrocarril a las acerías. Pensilvania y Ohio contaban con carbón en abundancia, pero la mano de obra era escasa. Pocos nativos americanos querían trabajar en las acerías, pero se dio la circunstancia de que llegaron en gran número inmigrantes de Gran Bretaña y Alemania (y más tarde de Europa del Este) para realizar estos trabajos.
En 1869, el hierro ya era una industria importante y representaba el 6,6 % del empleo manufacturero y el 7,8 % de la producción manufacturera. Para entonces, la figura central era Andrew Carnegie, que convirtió a Pittsburgh en el centro de la industria. Sin embargo, para dedicarse a sus actividades filantrópicas decidió vender su compañía en 1901 a la U.S. Steel, que se convirtió en la corporación siderúrgica más grande del mundo durante décadas.
En la década de 1880, la transición del hierro pudelado al acero Bessemer fabricado en masa aumentó considerablemente la productividad del sector. Los trabajadores altamente calificados siguieron siendo esenciales, pero el nivel promedio de calificación disminuyó. Sin embargo, los trabajadores siderúrgicos ganaban mucho más que los herreros, a pesar de tener menos habilidades. Los trabajadores, en un entorno de producción en masa integrado y sincronizado, ejercían un mayor poder estratégico, ya que el mayor costo de los errores reforzaba su estatus. La experiencia demostró que la nueva tecnología no disminuyó el poder de negociación de los trabajadores, a pesar de que implicó la introducción de una fuerza laboral fácilmente reemplazable y no cualificada.

### Alabama

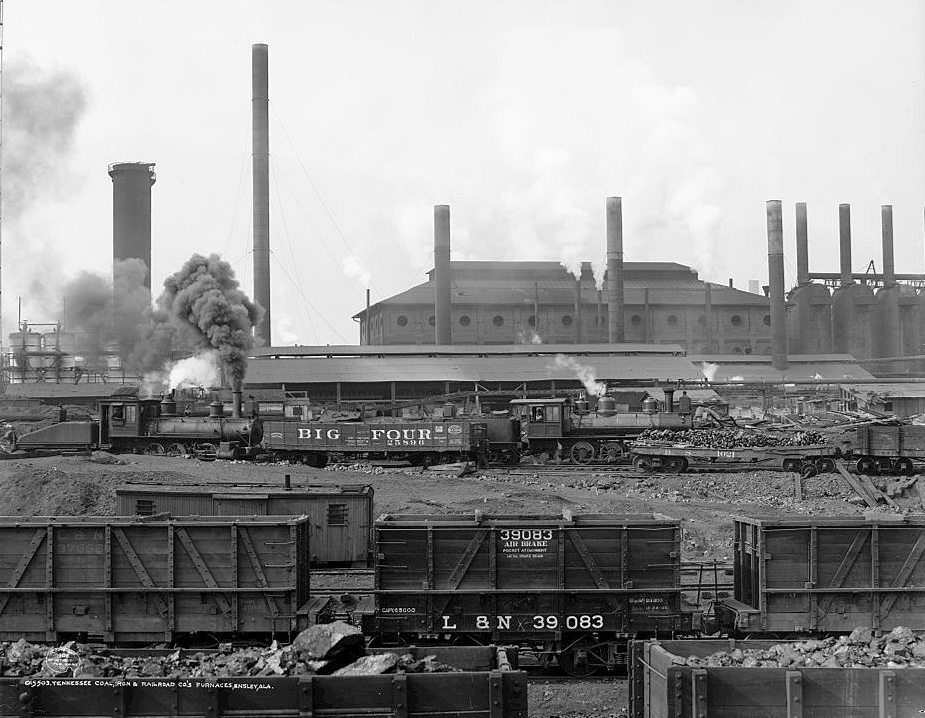
Acería de la "Compañía del Carbón, el Hierro y el Ferrocarril de Tennessee" en Ensley, Alabama

En Alabama, la industrialización estaba generando un apetito voraz por el carbón y el mineral de hierro del estado. La producción estaba en auge y los sindicatos intentaban organizar a los mineros que no eran presos forzados. Los convictos proporcionaban una mano de obra cautiva ideal: barata, generalmente dócil, incapaz de organizarse y disponible cuando los trabajadores se declaraban en huelga.
La economía agraria del Sur no se acomodó a la utilización de convictos tan bien como lo hizo la economía industrial, cuyos trabajos a menudo eran poco atractivos o peligrosos, con tareas muy duras y salarios bajos. La competencia, la expansión y el crecimiento de las empresas mineras y siderúrgicas también creó una gran demanda de mano de obra, pero el trabajo sindicalizado representaba una amenaza para las empresas en expansión. A medida que los sindicatos negociaban por salarios más altos y mejores condiciones, a menudo organizando huelgas para lograr sus objetivos, las empresas en crecimiento se veían obligadas a aceptar las demandas sindicales o se enfrentaban a paradas inmediatas de la producción. La tarifa que pagaban las empresas por el arrendamiento de trabajadores convictos, sistema en el que no se pagaba nada al trabajador, estaba regulada por funcionarios gubernamentales y estatales que intervenían en los contratos de trabajo con las empresas: "Las empresas construyeron sus propias cárceles, alimentaron y vistieron a los reclusos, y proporcionaron guardias como les parecía conveniente." (Blackmon 2001) El uso del arrendamiento de convictos en Alabama fue dominante; 51 de sus 67 condados alquilaban con regularidad a convictos que cumplían cargos por delitos menores a una tasa de alrededor de 5 a 20 dólares por mes, equivalente a alrededor de 160 a 500 dólares de 2015. Aunque la influencia de los sindicatos obligó a algunos estados a alejarse de los rentables acuerdos de arrendamiento de convictos y a administrar sus prisiones de la forma tradicional, muchas empresas tuvieron que prescindir del trabajo de los convictos en sus operaciones a comienzos del siglo XX. "El mayor usuario de trabajo forzoado en Alabama a principios de siglo fue la "Compañía del Carbón, el Hierro y el Ferrocarril de Tennessee", perteneciente a la U.S. Steel"

### Carnegie

Acería de Homestead, Pensilvania (1908)

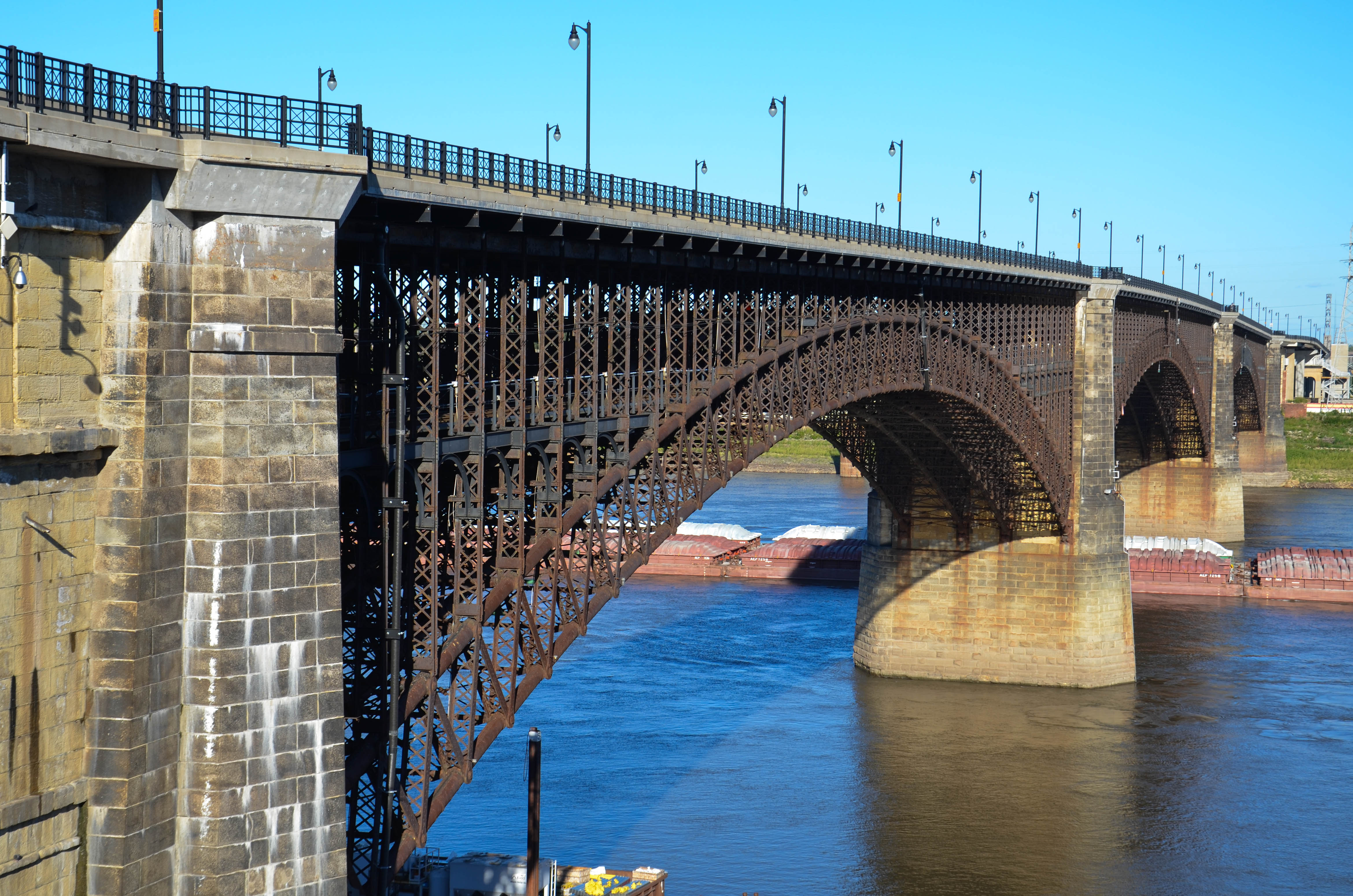
Puente Eads sobre el río Misisipi en San Luis. Inaugurado en 1874, fue construido con acero producido por Carnegie

Andrew Carnegie, un inmigrante escocés, impulsó la producción en masa barata y eficiente de carriles de acero para líneas de ferrocarril tras adoptar el convertidor Bessemer. Después de una carrera temprana en los ferrocarriles, Carnegie previó el potencial del acero para acumular grandes ganancias. Le pidió a su primo, George Lauder, que se uniera a él en Estados Unidos desde Escocia. Lauder era un destacado ingeniero mecánico que había estudiado con William Thomson, e ideó varios sistemas nuevos para la Carnegie Steel Company, incluido el proceso de lavado y coquización de la escoria de las minas de carbón, lo que se tradujo en un aumento significativo en la escala, las ganancias y el valor de la empresa.
Lauder continuaría liderando el desarrollo del uso de acero en blindajes y armamento para la Carnegie Steel Company. Así, tras pasar en 1886 un tiempo significativo en la fábrica de Krupp en Alemania, regresó para construir la fábrica de producción en masa de placas de blindaje (denominada Homestead Steel Works), que revolucionaría las tácticas bélicas.
La primera acería de Carnegie fue la planta Edgar Thomson Works en Braddock (Pensilvania), en las afueras de Pittsburgh. En 1888, compró a su compañía rival, la Homestead Steel Works, que contaba con una extensa planta abastecida por minas tributarias de carbón y de hierro, con un ferrocarril de 425 millas (685 km) de largo y con una línea de barcos de vapor en los Grandes Lagos. También agregaría Duquesne Works a su imperio. Estas tres acerías en el río Monongahela convertirían a Pittsburgh en la capital mundial del acero. A finales de la década de 1880, Carnegie Steel Company era el mayor fabricante de arrabio, carriles de acero y coque del mundo, con capacidad para producir diariamente unas 2000 toneladas de arrabio. La consolidación de los activos de Carnegie y de sus asociados se produjo en 1892, con la creación de la Carnegie Steel Company.
En 1889, la producción de acero de Estados Unidos superó a la de Gran Bretaña, y Andrew Carnegie poseía una gran parte. Hacia 1900, las ganancias de Carnegie Bros. & Company ascendían a 480 millones de dólares, de los que 225 le correspondían a Carnegie.
Carnegie, a través de la compañía Keystone, suministró el acero y poseía acciones en el histórico proyecto del puente Eads que cruza el río Misisipi en St. Louis, Misuri (terminado en 1874). El proyecto fue una importante prueba práctica para demostrar la viabilidad de la tecnología del acero, que marcó la apertura de un nuevo mercado para este material.
La huelga de Homestead fue un violento conflicto laboral acontecido en 1892, que terminó en una batalla entre los huelguistas y los guardias de seguridad privada. La disputa tuvo lugar en Homestead Steel Works de Carnegie, donde se enfrentaron los miembros del sindicato metalúrgico Amalgamated Association of Iron and Steel Workers y los agentes contratados por la Carnegie Steel Company. El resultado final fue una gran derrota para el sindicato y un revés para los esfuerzos por sindicalizar a los trabajadores siderúrgicos.
Carnegie vendió todas sus propiedades en el sector del acero en 1901, que se fusionaron con la US Steel. Esta compañía no estuvo sindicalizada hasta finales de la década de 1930.

### U.S. Steel

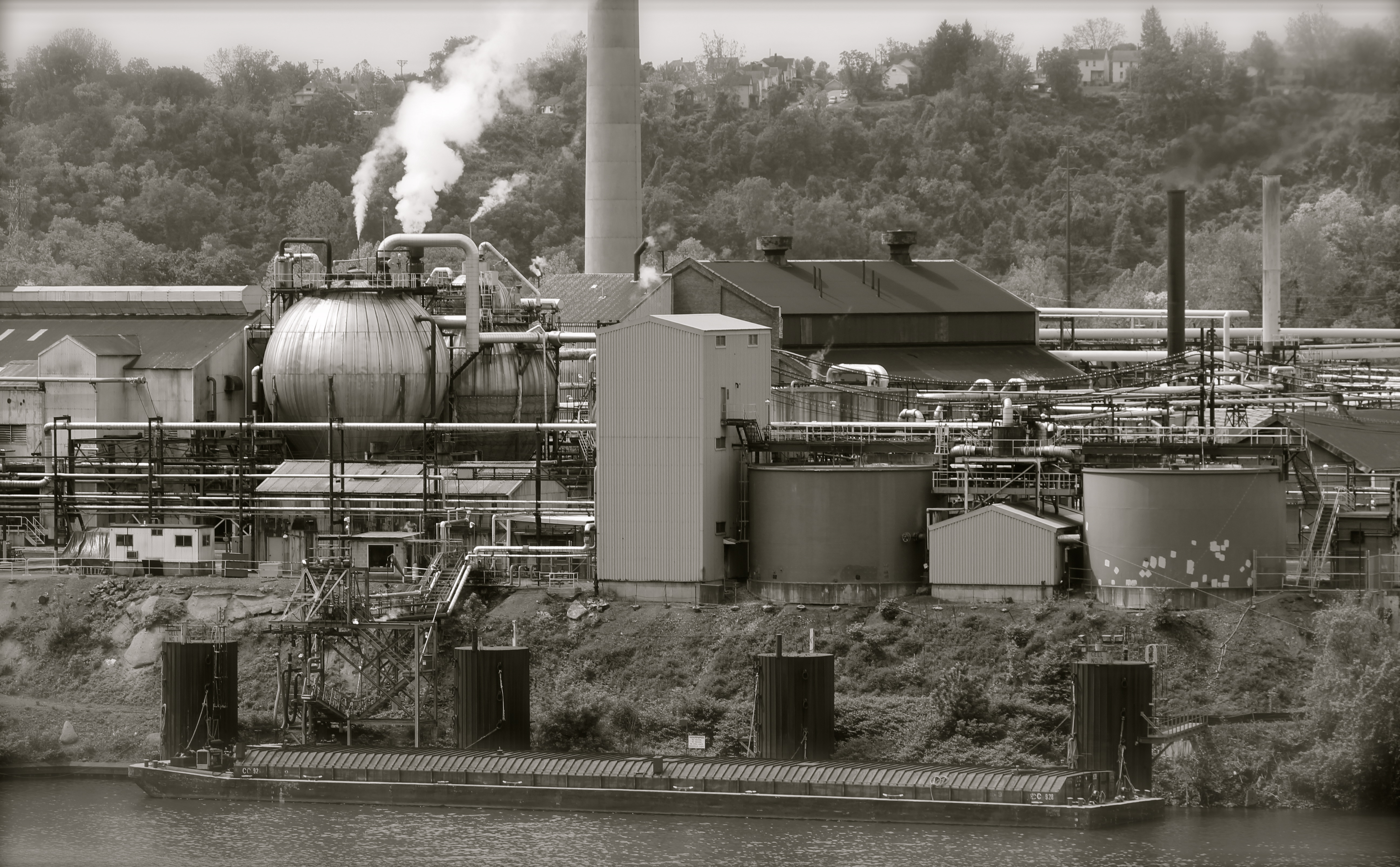
Factoría Steel Clairton Works de US Steel en Clairton, Pensilvania

Hacia 1900, EE. UU. era el mayor productor y también el productor de menor costo, y la demanda de acero parecía inagotable. La producción se había triplicado desde 1890, pero fueron los clientes, no los productores, los que se beneficiaron principalmente de la situación. La tecnología de mejora de la productividad fomentó tasas de inversión cada vez más rápidas en nuevas plantas. Sin embargo, durante las recesiones, la demanda caía bruscamente, lo que reducía la producción, los precios y las ganancias. Charles M. Schwab, de Carnegie Steel Company, propuso una solución: consolidación. El financiero J. P. Morgan acordó la adquisición del negocio de Carnegie y de la mayoría de las otras firmas importantes, y puso a Elbert Gary a cargo de la compañía. La enorme planta siderúrgica de Gary Works en el lago Míchigan fue durante muchos años la instalación de producción de acero más grande del mundo.
U.S. Steel combinó empresas de producción de acero laminado (como American Tin Plate, controlada por William Henry "Judge" Moore, American Steel and Wire y National Tube) con dos importantes empresas integradas, Carnegie Steel y Federal Steel. El enorme conglomerado estaba capitalizado en 1.466 millones de dólares e incluía 213 fábricas, mil millas de ferrocarril y 41 minas. En 1901, representó el 66 % de la producción de acero de Estados Unidos y casi el 30 % del mundo. Durante la Primera Guerra Mundial, su producción anual superó la producción combinada de todas las empresas alemanas y austriacas.
La huelga del acero de 1919 interrumpió la producción de toda la industria durante meses, pero el sindicato perdió su pulso con la empresa, su número de afiliados disminuyó drásticamente. El rápido crecimiento de las ciudades hizo que la década de 1920 fuera un período de gran crecimiento. En este contexto, el presidente Warren G. Harding y los reformadores sociales obligaron a poner fin a la jornada de 12 horas en 1923.
En 2016, las ganancias de la compañía (ya muy lejos del papel dominante que tuvo en el sector a escala internacional), ascendieron a 2.650 millones de dólares.

### Bethlehem Steel

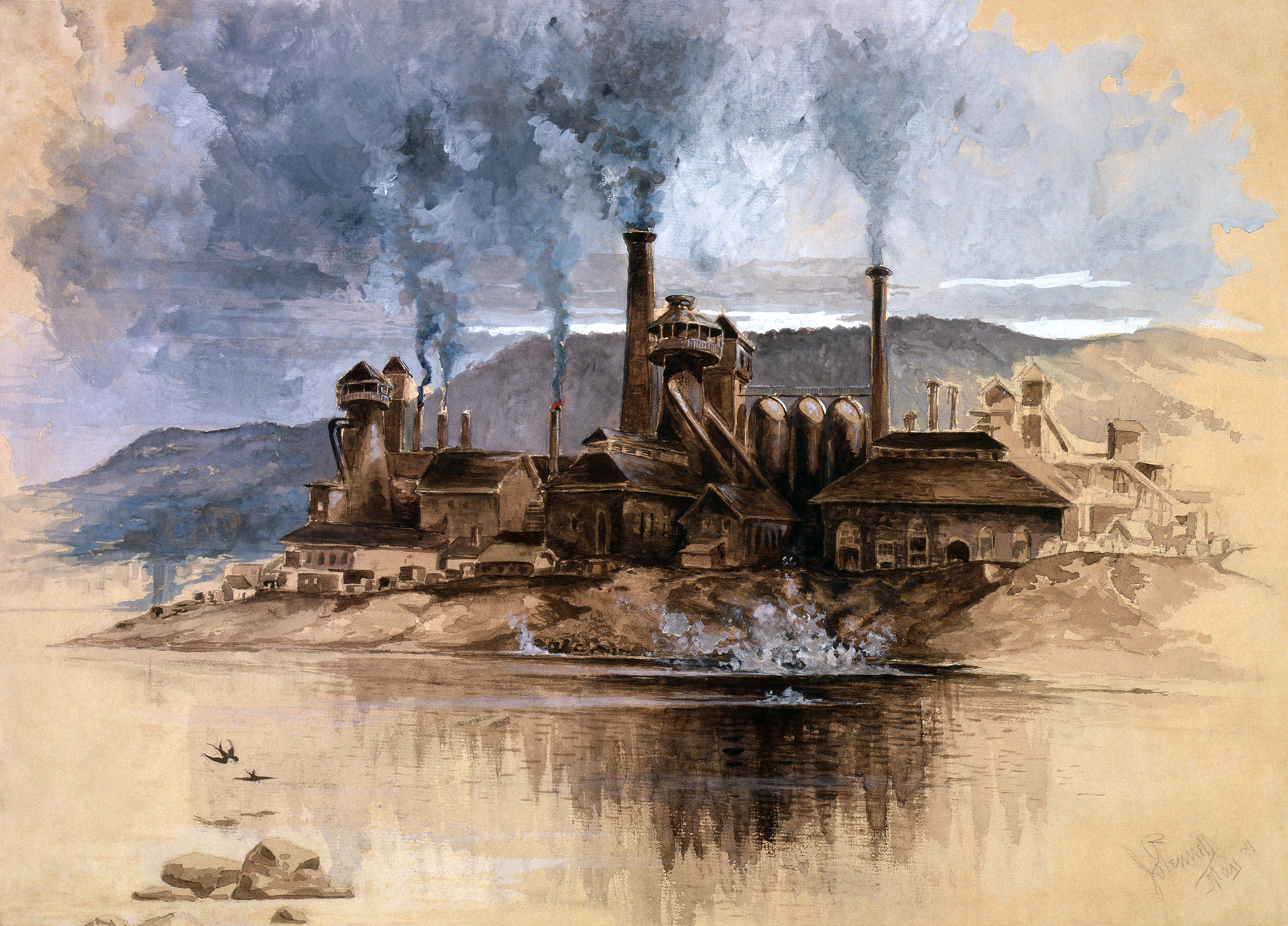
Fábrica de Bethlehem Steel en Bethlehem, Pensilvania, 1881

Charles M. Schwab (1862–1939) y Eugene Grace (1876–1960) convirtieron a Bethlehem Steel en la segunda empresa siderúrgica estadounidense más grande en la década de 1920. Schwab había sido el director operativo de Carnegie Steel y US Steel. En 1903 compró la pequeña empresa Bethlehem Steel y en 1916 nombró presidente a Grace. La innovación fue la nota clave en un momento en que U.S. Steel, bajo la dirección del juez Gary, se movía lentamente. Bethlehem se concentró en contratos gubernamentales, como barcos y blindajes navales, y en vigas de construcción, especialmente para rascacielos y puentes. Su subsidiaria, la Bethlehem Shipbuilding Corporation operó 15 astilleros durante la Segunda Guerra Mundial y produjo 1.121 barcos, más que cualquier otro constructor durante la guerra y casi una quinta parte de la flota de la Marina de los EE. UU. Su número máximo de empleados fue de 180.000 trabajadores, de un pico en toda la empresa durante la guerra de 300.000 personas. Después de 1945, Bethlehem duplicó su capacidad siderúrgica, una medida del optimismo generalizado en la industria. Sin embargo, la empresa ignoró las nuevas tecnologías que se estaban desarrollando en Europa y Japón. Buscando la paz laboral para evitar huelgas, Bethlehem, al igual que las otras grandes compañías, acordó fuertes aumentos de salarios y beneficios, lo que provocó que se mantuvieran altos sus costos. Después de que Grace se jubilara, los ejecutivos se concentraron en las ganancias a corto plazo y pospusieron las innovaciones, lo que condujo a la ineficiencia a largo plazo. La compañía se declaró en quiebra en 2001.

### Republic Steel
Cyrus S. Eaton (1883–1979) compró en 1925 la pequeña empresa Trumbull Steel Company de Warren, Ohio, por 18 millones de dólares. A finales de la década de 1920 también compró empresas de acero y caucho infravaloradas. En 1930, Eaton consolidó sus participaciones en el sector del acero creando Republic Steel, con sede en Cleveland, que se convirtió en el tercer mayor productor de acero de EE. UU., después de US Steel y Bethlehem Steel.

### Sindicatos
La Federación Estadounidense del Trabajo (AFL) intentó y fracasó en organizar a los trabajadores siderúrgicos en 1919. Aunque la huelga obtuvo un amplio apoyo de la clase media debido a sus reivindicaciones y la reducción de la jornada de 12 horas, la huelga fracasó y la sindicalización se pospuso hasta fines de la década de 1930. Las acerías terminaron con la jornada de 12 horas a principios de la década de 1920.
La segunda oleada de sindicalización se produjo bajo los auspicios del militante CIO a finales de la década de 1930, cuando creó el Steel Workers Organizing Committee. El SWOC se centró casi exclusivamente en la consecución de un contrato firmado, con las pequeñas acerías (conocidas como "Little Steel", eran los principales productores a excepción de US Steel). Sin embargo, entre gran parte de la población, como las mujeres de los auxiliares del acero, los trabajadores de los piquetes y los liberales de clase media de todo Chicago, se pretendió transformar la huelga en algo más que un enfrentamiento por el reconocimiento sindical. En Chicago, la conocida como huelga en las pequeñas acerías planteó la posibilidad de que los trabajadores siderúrgicos adoptaran el "sindicalismo cívico", que inspiraba a los sindicatos de izquierda de la época. La tentativa fracasó y, aunque se ganó la huelga, el poderoso sindicato United Steelworkers of America resultante dejó sin efecto las opiniones de las bases.

### Apogeo y declive

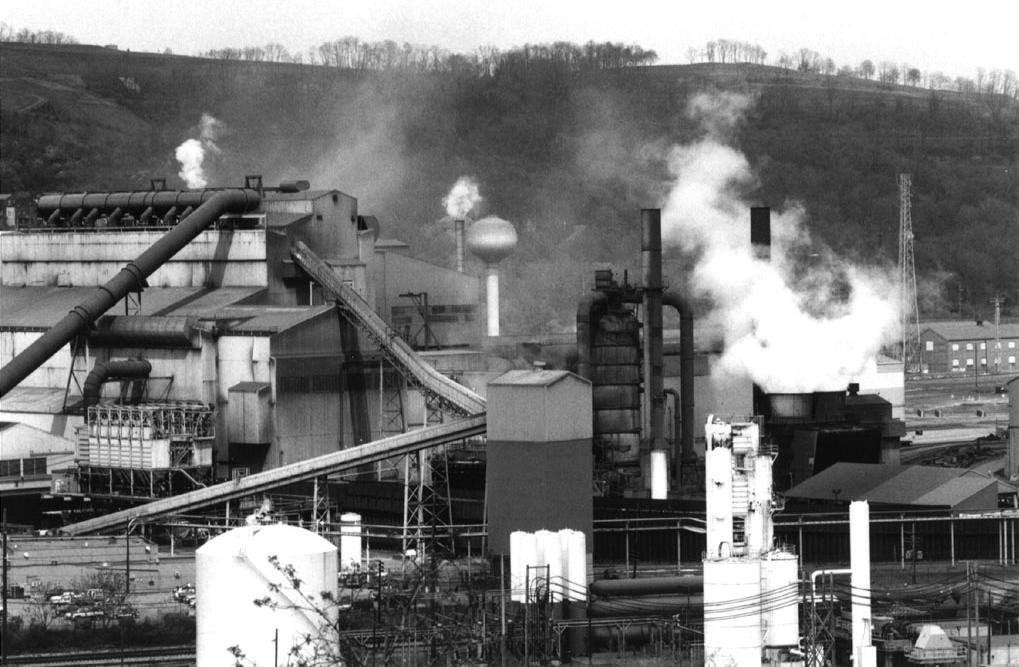
Acería Edgar Thomson Works en la década de 1990

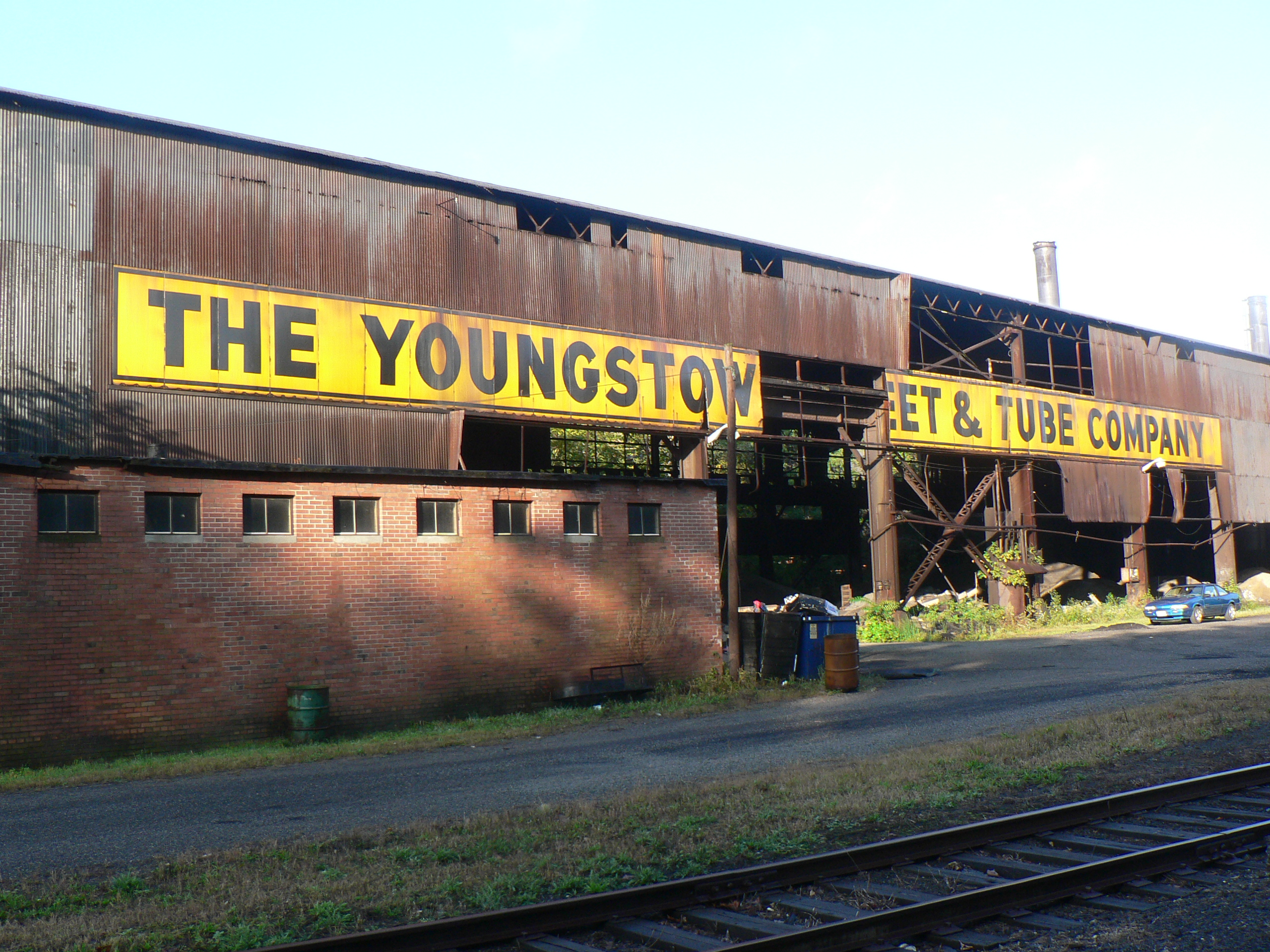
Declive de la industria acerera en EE. UU.: instalaciones abandonadas en Youngstown

La integración fue la consigna, ya que las grandes corporaciones unieron los diversos procesos, desde la extracción del mineral de hierro hasta el envío del producto terminado a los mayoristas. La acería típica era una instalación gigantesca, que incluía altos hornos, convertidores Bessemer, hornos de hogar abierto, trenes de laminación, hornos de coque y fundiciones, así como instalaciones de transporte auxiliares. Los mayores complejos siderúrgicos se concentraban en la región que comprendía desde Chicago hasta St. Louis, Baltimore, Filadelfia y Buffalo. Aparecieron factorías más pequeñas en Birmingham, Alabama y en California.
A partir de 1950, el sector siderúrgico estadounidense creció lentamente, mientras que otras industrias crecieron mucho más rápido, de modo que en 1967, cuando comenzó la espiral descendente, el acero representaba el 4,4%  del empleo manufacturero y el 4,9% de la producción industrial. Después de 1970 la crisis del acero puso de manifiesto que los productores estadounidenses de acero ya no podían competir con eficacia frente a los productores con bajos salarios de otros lugares. Las importaciones y las miniacerías locales socavaron las ventas de las grandes compañías siderúrgicas.
El consumo de acero per cápita en los EE. UU. alcanzó su punto máximo en 1977, y luego se redujo a la mitad antes de experimentar una modesta recuperación a niveles muy por debajo del pico.
La mayoría de las acerías se cerraron. Bethlehem quebró en 2001. En 1984, Republic se fusionó con la Jones and Laughlin Steel Company, aunque la nueva empresa resultante quebró también en 2001. US Steel se diversificó hacia el petróleo (con Marathon Oil, que se escindió en 2001). Finalmente, US Steel resurgió en 2002, manteniendo plantas en tres ubicaciones estadounidenses (más otra en Europa) que empleaban menos de una décima parte de los 168.000 trabajadores que tenía la empresa en 1902. Para 2001, el acero representaba solo el 0,8% del empleo manufacturero y el 0,8% de la producción manufacturera en EE. UU.
La industria siderúrgica mundial alcanzó un nuevo punto máximo en 2007. Ese año, ThyssenKrupp gastó 12 mil millones de dólares para construir las dos plantas más modernas del mundo, una en Alabama y otra en Brasil. Sin embargo, la gran recesión mundial que comenzó en 2008, con sus fuertes recortes en la construcción, redujo drásticamente la demanda y los precios cayeron un 40 %. ThyssenKrupp perdió 11.000 millones en sus dos nuevas plantas, que tuvieron que vender acero por debajo del costo de producción. Finalmente, en 2013, ThyssenKrupp ofreció las plantas a la venta por menos de 4.000 millones.

### Legado
El Presidente de los Estados Unidos está autorizado a declarar cada mes de mayo el "Mes de la marca del acero", con el fin de reconocer la contribución de la industria del acero al desarrollo de los Estados Unidos.

## Asia

### Japón

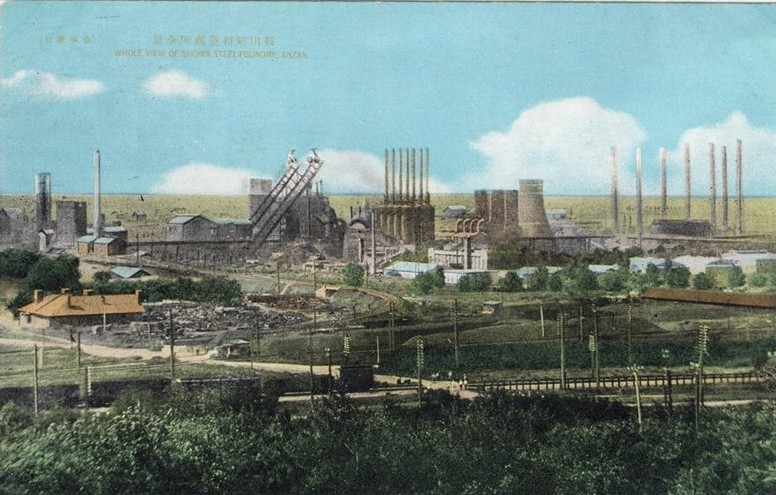
Acería Showa, hacia 1945

Seiichiro Yonekura muestra que la industria del acero fue fundamental para el desarrollo económico de Japón. La repentina transformación de la nación del feudalismo a la sociedad moderna a fines del siglo XIX, su fuerte industrialización y sus aventuras de guerra imperialista en 1900-1945, y el alto crecimiento económico posterior a la Segunda Guerra Mundial, dependieron en gran parte del desarrollo de la industria del hierro y del acero. Las otras grandes industrias japonesas, como la construcción naval, la automotriz y la maquinaria industrial, están estrechamente vinculadas al acero. De 1850 a 1970, la industria aumentó su producción de acero crudo de prácticamente nada a 93,3 millones de toneladas (la tercera más grande del mundo).
El activo Ministerio de Comercio Internacional e Industria de Japón (MITI) desempeñó un papel importante en la coordinación del sector siderúrgico japonés tras la Segunda Guerra Mundial. La transferencia de tecnología de Occidente y el establecimiento de empresas competitivas implicó mucho más que comprar maquinaria y equipos del extranjero. El MITI localizó los mejores emplazamientos para las nuevas acerías y organizó un mercado interno; patrocinando la Yawata Steel Company. Los ingenieros y empresarios japoneses desarrollaron internamente las capacidades tecnológicas y organizativas necesarias, planificaron la transferencia y adopción de tecnología y midieron la demanda y las fuentes de materias primas y de recursos financieros.

### India

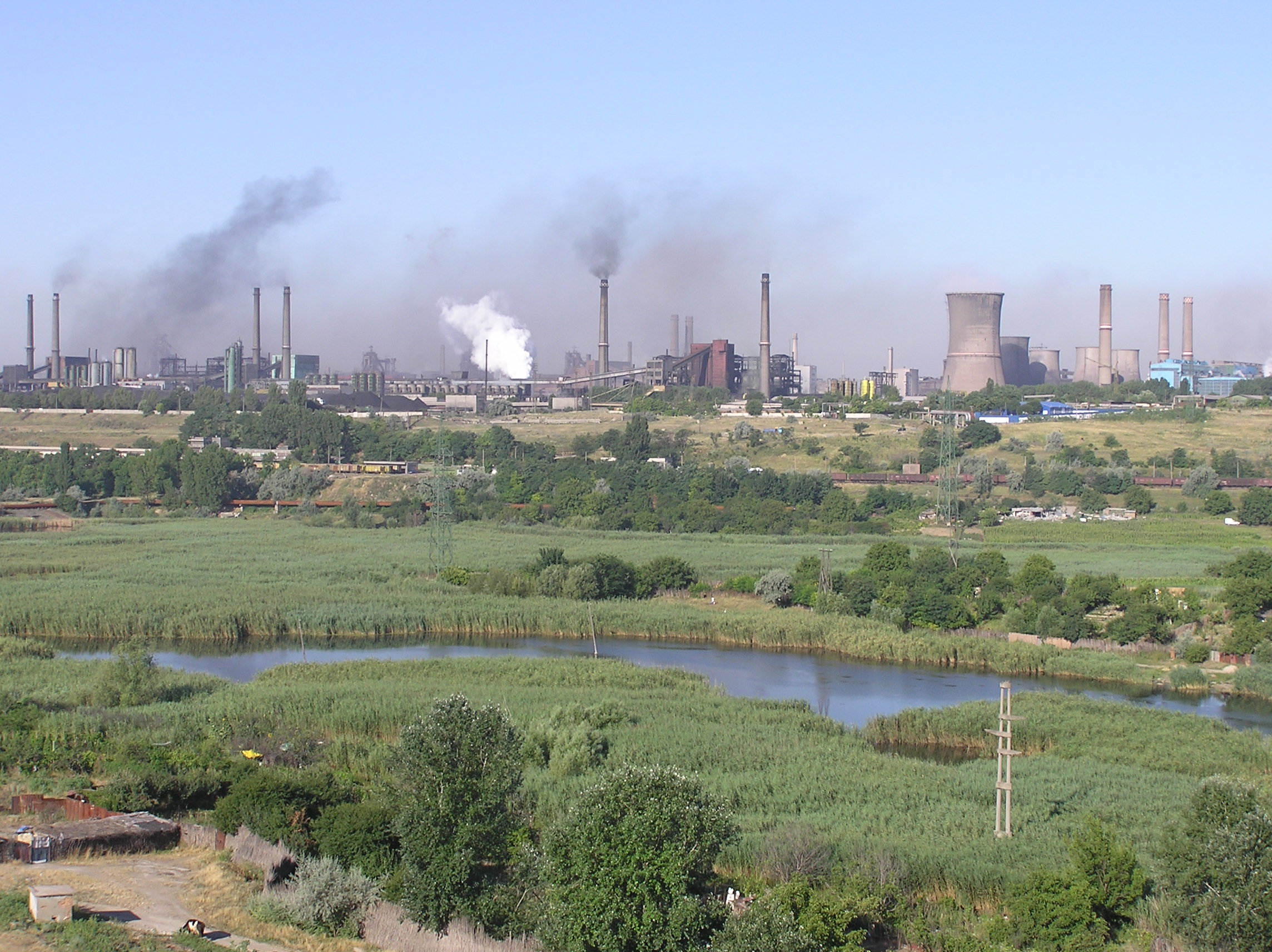
Acería de Mittal Steel en Galati (Rumanía)

La empresa Bengal Iron Works se fundó en Kulti, Bengala, en 1870, y comenzó su producción en 1874; seguida de la Tata Iron and Steel Company (TISCO), que fue establecida por Dorabji Tata en 1907, como parte del conglomerado de su padre. En 1939 operaba la planta siderúrgica más grande del Imperio Británico. La empresa lanzó un importante programa de modernización y expansión en 1951.
El primer ministro Jawaharlal Nehru, de orientación socialista, decidió que la revolución tecnológica en la India necesitaba maximizar la producción de acero. Por lo tanto, formó una empresa estatal, Hindustan Steel Limited (HSL) y creó tres plantas siderúrgicas en la década de 1950.
La industria siderúrgica india comenzó a expandirse a Europa en el siglo XXI. En enero de 2007, Tata Steel de India hizo una oferta exitosa de 11.300 millones de dólares para comprar la siderúrgica europea Corus Group. En 2006, Mittal Steel Company (con sede en Londres pero con dirección india) se fusionó con Arcelor tras una oferta pública de adquisición por 34.300 millones de dólares, para convertirse en la mayor siderúrgica del mundo, ArcelorMittal (con sede en la ciudad de Luxemburgo), con el 10 % de la producción mundial.

### China

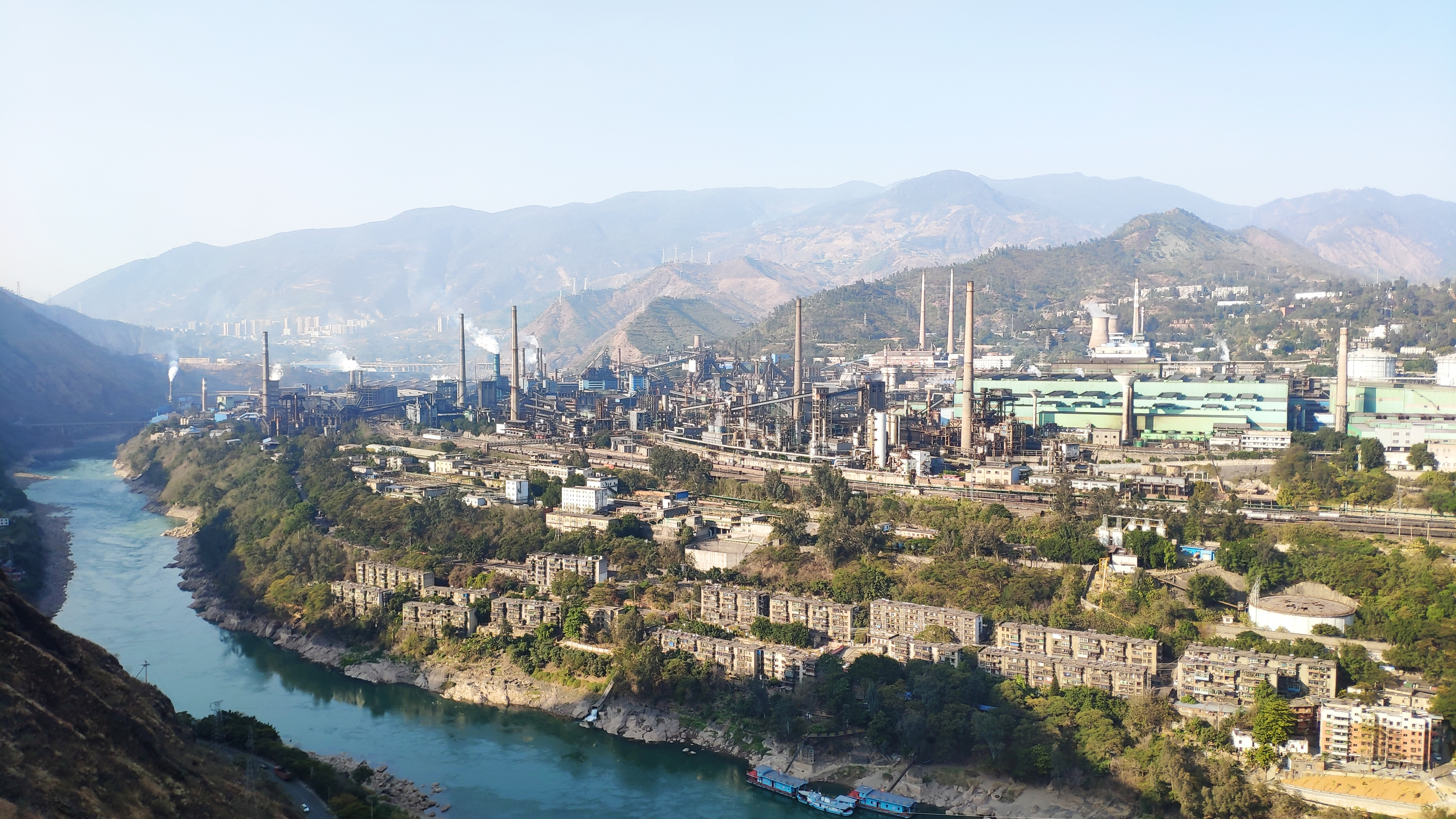
Acería de Pangang, China (2020)

El dictador del partido comunista Mao Zedong desdeñó las ciudades, y confió en el campesinado chino para realizar lo que se conoció como el Gran Salto Adelante. Mao vio la producción de acero como la clave para la modernización económica de la noche a la mañana, y en la década de 1950 prometió que en 15 años la producción de acero de China superaría a la de Gran Bretaña. En 1958 decidió que la producción de acero se duplicaría en un año, utilizando hornos de acero de traspatio operados por campesinos sin experiencia. El plan fue un fiasco, ya que las pequeñas cantidades de acero producidas eran de muy mala calidad y la desviación de recursos fuera de la agricultura produjo una hambruna masiva en 1959-1961, que mató a millones de personas.
Con las reformas económicas introducidas por Deng Xiaoping, quien dirigió China de 1978 a 1992, China comenzó a desarrollar una industria siderúrgica moderna mediante la construcción de nuevas plantas de acero y el reciclaje de chatarra de los Estados Unidos y Europa. A partir de 2013, China produjo 779 millones de toneladas métricas de acero cada año, lo que lo convierte, con mucho, en el país productor de acero más grande del mundo, sobre todo si se compara con los 165 millones de toda la Unión Europea, los 110 de Japón, los 87 de Estados Unidos y los 81 millones de toneladas anuales de la India. La producción de acero de China en 2013 fue equivalente a un promedio de 3,14 metros cúbicos de acero por segundo.

### Gran Bretaña
- Abedul, Alan. Historia económica de la industria siderúrgica británica (Routledge, 2013).
- Burn, D. L. "Tendencias recientes en la historia de la industria del acero". “Economic History Review”, 17#2 1947, págs. 95–102. en línea.
- Arde, Duncan. La industria del acero, 1939–1959: un estudio sobre competencia y planificación (1961) en línea Archivado el 19 de octubre de 2010 en Wayback Machine.
- Arde, Duncan. The Economic History of Steelmaking, 1867–1939: A Study in Competition. Cambridge University Press, 1961 versión en línea
- Carr, J. C. y W. Taplin; Historia de la industria siderúrgica británica Harvard University Press, 1962 versión en línea
- Tweedale, Geoffrey. Steel City: Emprendimiento, estrategia y tecnología en Sheffield, 1743–1993. (Oxford U.P. 1995) versión en línea
- Vaizy, John. La historia del acero británico (1974), bien ilustrado
- Warren, Kenneth. Industria británica del hierro y la hoja de acero desde 1840 (1970) ISBN 0713515481 Geografía económica.

### Estados Unidos
- Hoerr, John P. Y finalmente llegó el lobo: la decadencia de la industria siderúrgica estadounidense (1988)
- Hogan, William T. Historia económica de la industria del hierro y el acero en los Estados Unidos (5 vol 1971) detalle monumental
- Ingham, John N. Los barones de hierro: un análisis social de una élite urbana estadounidense, 1874-1965 (1978)
- Krass, Peter. Carnegie (2002). ISBN 0-471-38630-8.
- Livesay, Harold C. Andrew Carnegie y el surgimiento de las grandes empresas, 2ª edición (1999). ISBN 0-321-43287-8.
- Misa, Thomas J. A Nation of Steel: The Making of Modern America, 1865–1925 (1995) Capítulo 1 "_intro.html El Dominio de los Rieles"
- Nasaw, David. Andrew Carnegie (La prensa del pingüino, 2006).
- Paskoff, Paul F. Hierro y Acero en el Siglo XIX (Enciclopedia de Historia y Biografía Comercial Estadounidense) (1989) 385 pp; biografías y breves historias corporativas
- Rogers, Robert P. An Economic History of the American Steel Industry (2009)
- Scamehorn, H. Lee. Mill & Mine: The Cf&I in the Twentieth Century University of Nebraska Press, 1992 versión en línea
- Scheuerman, Guillermo. La crisis del acero: la economía y la política de una industria en declive (1986) en línea Archivado el 28 de octubre de 2010 en Wayback Machine.
- Seely, Bruce E., ed La industria del hierro y el acero en el siglo XX (1994) (Enciclopedia de la historia y biografía de los negocios estadounidenses)
- Temin, Peter. Hierro y acero en los Estados Unidos del siglo XIX, una investigación económica (1964)
- Muro, Joseph Frazier. Andrew Carnegie (1989). ISBN 0-8229-5904-6.
- Warren, Kenneth, "Big Steel: The First Century of the United States Steel Corporation, 1901–2001". (University of Pittsburgh Press, 2001) ://eh.net/bookreviews/library/0558.shtml revisión en línea
- Warren, Kenneth. Bethlehem Steel: Builder and Arsenal of America (2010)
- Warren, Kenneth. La industria siderúrgica estadounidense, 1850-1970: una interpretación geográfica (1973) (ISBN 0198232144)
- Whaples, Robert. "Andrew Carnegie", EH.Net Encyclopedia of Economic and Business History online
- Historia del acero de EE. UU. de U.S. Steel
- Urofsky, Melvin I. Big Steel and the Wilson Administration: A Study in Business-Government Relations (1969) en línea Archivado el 19 de octubre de 2010 en Wayback Machine.

#### Trabajo en EE. UU.
- Brody, David. Labor en Crisis: La Huelga del Acero de 1919 (1965) Archivado el 16 de julio de 2012 en Wayback Machine.
- María Margarita Fonow; Mujeres sindicales: forjando el feminismo en los trabajadores siderúrgicos unidos de América (University of Minnesota Press, 2003) versión en línea
- Historia del acero de EE. UU. de U.S. Steel
- Urofsky, Melvin I. Big Steel and the Wilson Administration: A Study in Business-Government Relations (1969) Archivado el 19 de octubre de 2010 en Wayback Machine.